# Azure (Album)
Azure ist ein Jazzalbum von Gary Peacock und Marilyn Crispell. Die im Januar und Februar 2011 in den Studios von Nevessa Production, Saugerties, New York entstandenen Aufnahmen erschienen am 14. Juni 2013 auf ECM Records.

## Hintergrund
Der Veröffentlichung von Azure, einer Duo-Aufnahme des Bassisten Gary Peacock und der Pianistin Marilyn Crispell, ging eine lange Zusammenarbeit der beiden Musiker voraus. Seit Jahren gingen sie zusammen auf Tournee, aber dies war ihre erste Gelegenheit, zusammen aufzunehmen, notierte Thom Jurek. Zuvor hatten sie mit Paul Motian Alben wie Nothing Ever Was, Anyway (1997), ein Tribut an die Musik der Pianistin/Sängerin Annette Peacock, und Amaryllis (2002) eingespielt. Das Album enthält jeweils drei Stücke, die von Peacock bzw. Crispell komponiert wurden, und drei Duo-Improvisationen; außerdem hat jeder hat einen Solo-Track.

## Titelliste
- Gary Peacock / Marilyn Crispell: Azure (ECM Records ECM 2292, ECM 370 8869)[2]

1. Patterns (Crispell) 7:18
2. Goodbye  (Crispell) 6:18
3. Leapfrog (Peacock, Crispell) 5:47
4. Bass Solo (Peacock) 3:08
5. Waltz After David M (Crispell) 9:23
6. Lullaby (Peacock) 6:38
7. The Lea (Peacock) 2:43
8. Blue (Peacock, Crispell) 5:42
9. Piano Solo (Crispell) 2:27
10. Puppets (Peacock) 3:40
11. Azure  (Peacock, Crispell) 6:03

## Rezeption
Thom Jurek verlieh dem Album in Allmusic vier Sterne und schrieb, auch wenn diese Stücke durchaus befriedigend sind, zeige sich die wahre Poetik des Duos in ihren Improvisationen, insbesondere im hypnotischen „Blue“ mit Crispells Monk-Akkorden und dichten, eckigen Linien. Peacocks Spiel enthülle so viel Holz in seinem Ton, dass es sich perkussiv anfühle – trotz seiner ständig bluesigen, swingenden Riffs und Vamps. Das Titelstück sei kristallin, voller Raum, Eleganz und Anmut. Es klinge so, als ob das nahtlose Zusammenspiel der beiden nicht improvisiert, sondern komponiert und arrangiert würde. „In Azure ist die mühelose Kommunikation zwischen diesen Spielern wie ein Gespräch, das so intim ist, dass es sich manchmal so anfühlt, als würde der Hörer dabei lauschen“, resümiert Jurek.
Nach Ansicht von John Kelman, der das Album in All About Jazz rezensierte, zeige Peacocks Diskographie als Leader/Co-Leader des ECM-Labels – einschließlich seiner wegweisenden Platte Voices from the Past – Paradigm (1982) und eine Duo-Session mit dem Gitarristen Ralph Towner, A Closer View (1998) – „seine Liebe zu Raum, Verfall und Melodie“. Es deute aber auch auf eine Vorliebe für uneingeschränkte Freiheit hin, die dennoch Aggressionen meide und stattdessen einen spärlicheren Platz einnimmt, an dem die Stille ein gleichberechtigter Partner sei. Auf lange Sicht demonstriere Azure mit makelloser Klarheit und äußerster Transparenz eine einzigartige Partnerschaft, die nun endlich einem größeren Publikum bei der großartigsten – und aufschlussreichsten – Duo-Aufnahme des Jahres vorgestellt werde.
Lloyd Sachs, der das Album in JazzTimes rezensierte, lobte die auf verschiedene Blickwinkel aufbauende Herangehensweise des Duos in Azure, „dem neuesten Kapitel in Crispells Aufstieg als reflektierende, lyrisch motivierte Pianistin nach ihren Jahren auf der Free-Jazz-Avantgarde mit Anthony Braxton“. Wie Peacock, dessen Visitenkarte seine besondere Kombination aus Sensibilität und Stärke sei, gebe sich die Pianistin bei ihrem Streben nach Schönheit nie mit leichter Sentimentalität zufrieden. Am Ende schwebe Motians Anwesenheit über dem Geschehen, obwohl das Album Anfang 2011, Monate vor dessen Tod, aufgenommen wurde, sei es schwierig, Crispells zartes „Goodbye“ nicht als Hommage an ihn zu hören, was die verführerischen Ebben und Fluten der Musik ebenso inspiriert habe wie seine subtile Stärke.
Nach Ansicht von John Fordham (The Guardian) kombiniert Crispell, die jahrelang ein widerspenstiger Free-Jazz-Tasten-Zyklon gewesen sei, diese Gewalt nun jedoch mit in schwindelerregend offenen Situationen mit Zartheit und Geduld. Peacock verfüge über ein umfangreiches Vokabular, das ihn nicht im Stich lasse, wenn sich die Songstrukturen auflösen. Der Bassist klinge hier präziser als bei den jüngsten Aufnahmen mit Keith Jarrett. „Man muss einen offenen Geist haben - auch keinen Geist, einen klaren Geist“, um so zu spielen, zitiert er Peacock, der Buddhist, und man könne durch Azure hören, was er meint.
In der Irish Times notierte Cormac Larkin, Peacock habe seine prägenden Jahre damit verbracht, das freiere Ende des Jazzspektrums zu erkunden, und er offenbare auf dem Album die befreite Seite seines Spiels. Crispell ihrerseits habe die vollständig improvisierte Tradition von Cecil Taylor immer konsequent vertreten, aber ihr jüngstes Spiel auf einen strukturierteren, kompositorischeren Ansatz hinwies. An diesem zarten, wunderschön gestalteten Set sei es ein Zeichen für die Offenheit und Integrität beider Spieler, dass sie sich nicht an einen bestimmten Stil halten, sondern überall hin folgen, wo die Musik sie hinführe – von nahezu abstrakten Improvisationen bis hin zu lyrischem Blues- und Folk-Kompositionen.